# Neillia incisa
Neillia incisa là loài thực vật có hoa trong họ Hoa hồng. Loài này được (Thunb.) S.H. Oh mô tả khoa học đầu tiên năm 2006.